# Льяловский, Юрий Андреевич Большой
Князь Юрий Андреевич Льяловский по прозванию Большой — воевода во времена правления Василия III Ивановича и правительницы Елены Васильевны Глинской при малолетнем Иване IV Васильевиче Грозном.
Из княжеского рода Льяловские. Старший сан князя Андрея Ивановича Льяловского по прозванию "Сорока" (от владения селом Сороки). Имел младшего брата, князя Юрия Андреевича Меньшого.

## Биография
В 1531 году воевода войск правой руки в Галиче, откуда ходил в поход на казанцев на Унжу. На следующий 1532 год воевода войск левой руки там же. В этом же году упомянут воеводой в походе из Чухломы за касимовскими татарами. В 1534 году первый воевода войск правой руки в бою с казанцами на реке Ужна.
По родословной росписи показан бездетным.

## Критика
В поколенной росписи, поданной в 1682 году в Палату родословной дел, князь Юрий Андреевич Большой со своим братом Юрием Меньшим не показаны.